# Homalenotus lusitanicus
Homalenotus lusitanicus is een hooiwagen uit de familie Sclerosomatidae.